# Keramin Minsk
Il Keramin Minsk è una squadra di hockey su ghiaccio di Minsk, in Bielorussia. Gioca nell'Extraliga bielorussa.
Il club è stato fondato nel 1998 col nome di HK Minsk. Nel 2001 ha cambiato nome assumendo l'attuale denominazione.

La squadra è farm-team della Dinamo Minsk che gioca in KHL.

## Palmarès
- Extraliga bielorussa: 2

2002 e 2008.
- Coppa di Bielorussia: 2

2002 e 2009.
- Eastern European Hockey League: 2

2003 e 2004.